# De Land (Illinois)
De Land es una villa ubicada en el condado de Piatt en el estado estadounidense de Illinois. En el Censo de 2010 tenía una población de 446 habitantes y una densidad poblacional de 418,98 personas por km².

## Geografía
De Land se encuentra ubicada en las coordenadas 40°7′18″N 88°38′35″O / 40.12167, -88.64306. Según la Oficina del Censo de los Estados Unidos, De Land tiene una superficie total de 1,06 km², de la cual 1.06 km² corresponden a tierra firme y (0%) 0 km² es agua.

## Demografía
Según el censo de 2010, había 446 personas residiendo en De Land. La densidad de población era de 418,98 hab./km². De los 446 habitantes, De Land estaba compuesto por el 98,43% blancos, el 0,22% eran afroamericanos, el 0% eran amerindios, el 0,45% eran asiáticos, el 0% eran isleños del Pacífico, el 0% eran de otras razas y el 0,9% pertenecían a dos o más razas. Del total de la población el 1,12% eran hispanos o latinos de cualquier raza.